# 古卜鲁克
古卜鲁克（蒙古语：Köbeleg），又作贵裕，是金帐汗国（朮赤兀鲁思）的贵族，朮赤的玄孙、斡兒答兀鲁思建立者斡兒答曾孙，帖木儿不花的儿子，母亲阔阔真。在《史集》等波斯语史料中记作كوبلك（kūbalak），部分书籍也记作古亦鲁克كویلك（kūyilk）。
古卜鲁克曾经说“我父曾统治兀鲁思，继承权应归我”，这表明帖木儿不花曾担任斡兒答兀鲁思首领，但因某种原因，首领之位未传给古卜鲁克，而是由科齐继承。科齐在位三十余年，权势显赫，曾于1280年联合右翼权臣那海推举脱脱蒙哥为金帐汗。科齐死后，其子伯颜继位，而古卜鲁克自认是正统继承者，遂起兵反叛伯颜。
伯颜继位的具体时间不详，大致在1295年-1296年前后，与元世祖忽必烈去世、元成宗铁穆耳继位时间相近。当时，控制中亚的海都因麾下三部首领：朵鲁朵海、药木忽儿、兀鲁思不花，在1296年归降元朝，局势对其不利。海都为制衡伯颜与元朝、伊利汗国的联合，决定支持古卜鲁克叛乱。古卜鲁克以“父亲曾统治兀鲁思”为由，宣称继承权。海都派遣次子阳吉察儿等人率军驻守边境，阻止伯颜与元军联合，并扶持古卜鲁克作为牵制力量。
伯颜向朮赤家族宗主金帐汗脱脱求援，但脱脱因与西方那海对立而无法派兵，仅要求海都交出古卜鲁克，被海都拒绝。同时，伯颜向元成宗请求军事支援，因太后伯藍也怯赤劝阻未果。据《史集》记载，伯颜独自与古卜鲁克、海都联军交战十八次，其中六次亲自上阵。古卜鲁克在海都支持下控制了斡兒答兀鲁思部分领地，但未能颠覆伯颜统治，双方陷入胶着。1301年，元军与海都在迭怯里古爆发决战，海都战败受伤后去世，海都汗国势力瓦解。约1309年-1310年，伯颜在金帐汗脱脱援军支持下击败古卜鲁克，后者不久后身亡。
古卜鲁克之乱使斡兒答兀鲁思因长期战乱而疲惫，伯颜需依赖脱脱援助才得以平叛，标志着斡兒答兀鲁思首领权威的衰落。此外，馬木留克蘇丹國史料误将古卜鲁克的叛乱事迹记为伯颜之子库沙伊所为，实际应为同一事件的混淆记载。